# RTI-126
RTI-126是一种有机化合物，化学式C17H21N3O，化学名：(–)-2β-(1,2,4-𫫇二唑-5-甲基)-3β-苯基莨菪烷（英語：(–)-2β-(1,2,4-oxadiazol-5-methyl)-3β-phenyltropane），开发代号：RTI-4229-126，可作为多巴胺再攝取抑制劑以及狡詐家藥物。